# Kantalia
Kantalia fou un estat tributari protegit, una thikana feudataria de Jodhpur, formada per 12 pobles concedits en jagir, i governada pel clan Kumpawat dels rajputs rathors. Fou establert per Thakur Jaswant Singh, descendent de Rao Kumpa de Jodhpur, que va derrotar els rajputs solankis a Kantalia i s'0hi va establir vers el començament del segle XVII. El seu net Sabal va lluitar en la batalla de Dharmat el 1658, i fou reconegut com a rsobirà de Kantalia amb 4 pobles pel maharajà Jaswant Singh de Jodhpur el 1669, i el seu fill Bhao Singh va rebre set pobles més va perdre l'estat que va recuperar el seu fill Bakhat el 1756- Kushal Singh per la seva participació en la batalla de Tunga el 1787 va rebre autoritat sobre un total de 12 pobles.

## Llista de thakurs
- Thakur JASWANT SINGH ?-1623
- Thakur KISHAN SINGH 1623-1635 (fill)
- Thakur SABAL SINGH 1635- ? (fill)
- Thakur BHAO SINGH ?-1732 (fill)
- Thakur BAKHAT SINGH 1732/1768 (fill)
- Thakur SANGRAM SINGH 1768-? (fill)
- Thakur KUSHAL SINGH ?-1795 (fill)
- Thakur SHAMBHU SINGH 1795-1844 (fill)
- Thakur GORDHAN DAS 1844-1886
- Thakur ARJUN SINGH 1886-1942 (fill adoptiu)
- Thakur ABHAI SINGH 1942-1953 (fill adoptiu)